# Heiti
En heiti er et poetisk ord brugt i skjaldekunst.
De fleste heiti er synonymer, som undertiden stadig bruges. Snorra Edda har udførlige lister i verseform (for at støtte hukommelsen) for ting som skibe, sværd, heste og andre ting, som måtte dukke op i forbindelse med skjaldernes emne, nemlig konger og krige.
En meget almindelig heiti er at kvinder og mænd omtales som træer af det respektive grammatiske køn, 
f.eks. Elm og Ask. Det er måske inspireret af fortællingen om hvordan ifølge det nordiske mytologie de to første mennesker Ask og Embla blev skabt af to træer. Træerne bliver dog oftere brugt som dele af kenningar.
I elskovsdigte omtaltes kvinder (også dengang) tit som gudinder og feer, hvilket er også en form for heitir.